# Снопков (Львов)

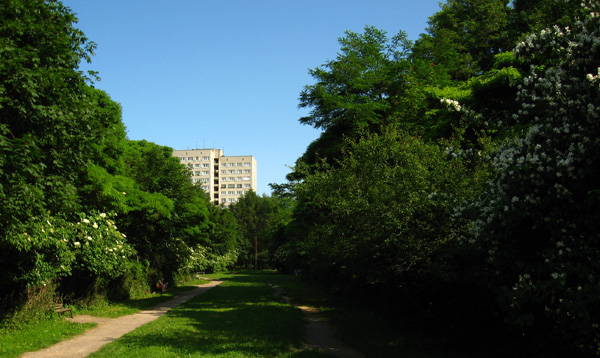
Аллея в Снопковском парке

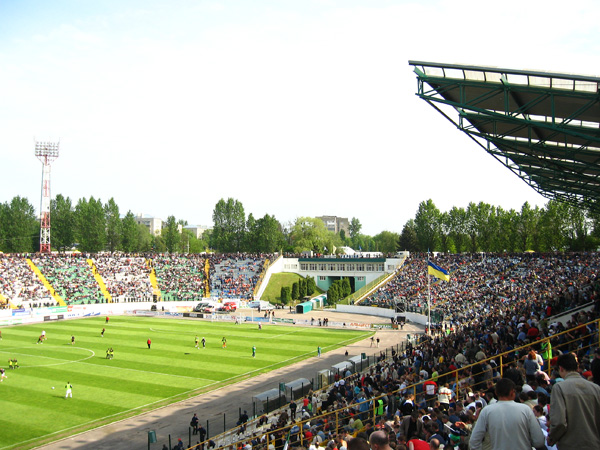
Стадион «Украина»

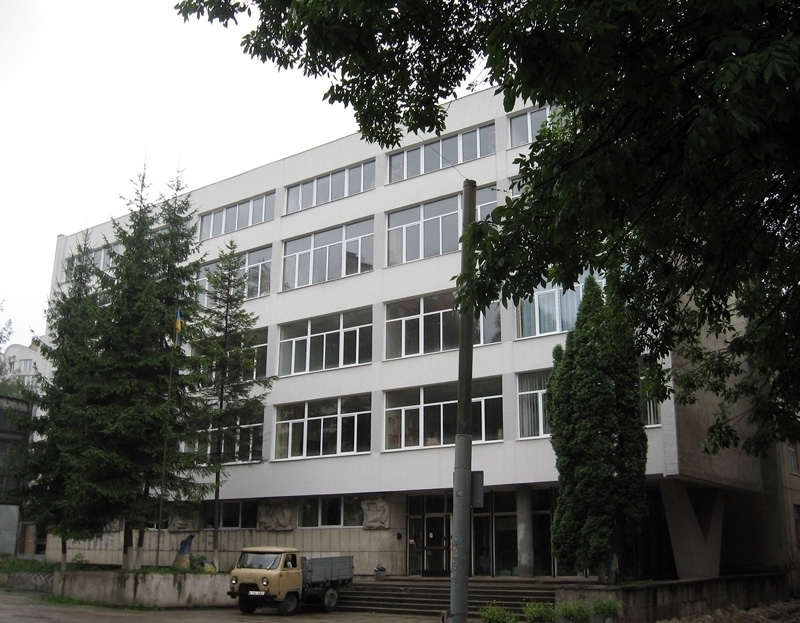
Здание факультета прикладного искусства Львовской академии искусств

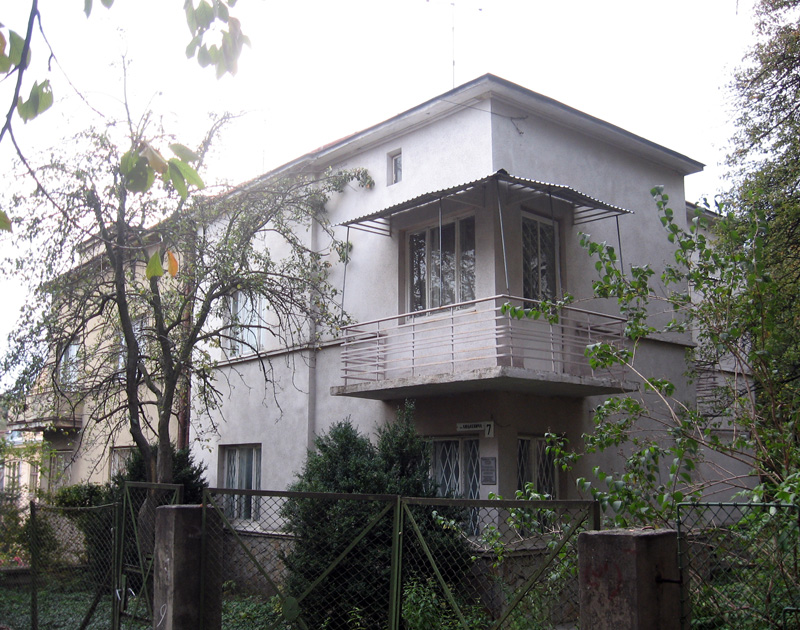
Дом, в котором жил композитор Станислав Людкевич

Сно́пков (укр. Снопків) — местность во Львове (Украина). Названа по фольварку Снопков, который существовал здесь до конца 1940-х на юго-восток от нынешнего стадиона «Украина». В местности находятся парк Железная вода и Снопковский парк. На нынешней ул. Липовая аллея в 1912 году владелец Снопкова посадил липовую аллею в честь похода войск Наполеона (и в их составе польских соединений) на Москву. По улице Снопковской ещё в середине XX века протекала Полтва, которая образовывала на нынешней ул. Стуса большой пруд длиной около ста метров и шириной около 20. Наибольшие улицы — Снопковская и В.Стуса. Застройка в стиле модерна, конструктивизма, есть советские и современные новостройки.

## Улицы
- Улица Снопковская. Прежде: с 1863 улица Железной Воды, поскольку вела к парку Железная Вода, с 1871 — Гибувка.
- Улица Стуса соединяет Снопков с Новым Львовом. Названа в 1991 году. До 1930-х она была частью Снопковской, с 1938 — улица Карловичувны, с 1946 — Южная, с 1972 — улица Островского в честь русского писателя.

- Улица Бучмы (с 1977 в честь актера Амвросия Бучмы; прежде до 1939 была частью улицы 22 Января).
- Улица Валашская (с 1907 года; во время немецкой оккупации называлась Марктгассе) (Базарная).
- Площадь Вышиваного (с 1993 года в честь Василия Вышиваного. Прежние названия: с 1936 — площадь Крука, во времена немецкой оккупации — Людвиг Зандпляц, с 1945 — площадь Патриотов).
- Улица Днестровская (с 1957 года).
- Улица Дунайская (с 1957 года).
- Улица Кубанская (с 1945 года. Прежде: с 1913 — Застенок, с начала 1930-х — Дыбовского, во время немецкой оккупации — Штольберггассе).
- Улица Крымская, проходит через Снопковский парк. Современное название с 1945. Прежние названия: с 1917 — 22 Января в честь даты издания манифеста польского восстания 1863 года, во время немецкой оккупации — Цигельгюттенвег.
- Улица Кубийовича (с 1992 года в честь Владимира Кубийовича. Прежние названия: с 1869 — Дорога к иезуитской цегельне, с 1912 — Снопковская боковая, с 1916 — Жижинская, во время немецкой оккупации — Людвиг Янгассе, с 1945 — Гончарова в честь русского писателя).
- Улица Липовая Аллея (с 1936 года).
- Улица Людкевича (с 1981 года в честь украинского композитора Станислава Людкевича).
- Улица Меблярская (с 1946; прежде — ул. Ляуда).
- Улица Северы (с 1993 в честь украинского скульптора Ивана Северы. Прежде: с 1917 — часть улицы 22 Января, с 1945 — часть улицы Крымской).
- Улица Тютинников (с 1993 года в честь украинских писателей советского периода Григория и Григора Тютюнников; прежде — с 1936 улица Гауке-Босака, в 1939—1941 — Белорусская, во времена немецкой оккупации — Лютцовгассе, с 1946 — улица Немировича-Данченко в честь русского драматурга).

## Примечательные здания
- Днестровская, 27 — Львовская областная детская специализированная клиническая больница.
- Кубийовича, 35. Здание построено в 1973 для Института прикладного и декоративного искусства (теперь Львовская академия искусств), позже были достроены рядом новые корпуса.
- Людкевича, 7. Дом, в котором в 1961—1979 годах жил композитор Станислав Людкевич.
- Снопковская, 47. При Польше — Техническая (художественно-промышленная) школа, с 1950-х — железнодорожное училище, позже — Техническая школа машинистов локомотивов Львовской железной дороги, теперь это техникум железнодорожного транспорта. В этом же здании с 1946 года размещалась Львовская детская художественная школа, позже — училище прикладного искусства имени Труша, переименованное в годы независимости Украины в колледж декоративного и прикладного искусства.
- Стуса, 2. Дворец спорта «Трудовые резервы», построен в 1972 году на цокольном этаже начатого перед войной костёла святого Винсента де Поля.
- Стуса, 4 — бассейн «Динамо» (с 1930-х).
- Стуса, 38. После войны — общежитие ветеринарно-зоотехнического техникума, позже Институт физиологии и биохимии животных. На фасаде дома установлена мемориальная доска в честь основателя института, профессора С. Гжицкого, который работал здесь в 1960—1976 годы.
- Тютюнников, 2. При Польше школа ордена урсулянок, в конце 1940-х — Львовский механический техникум, позже — средняя школа № 28.